# 36,6

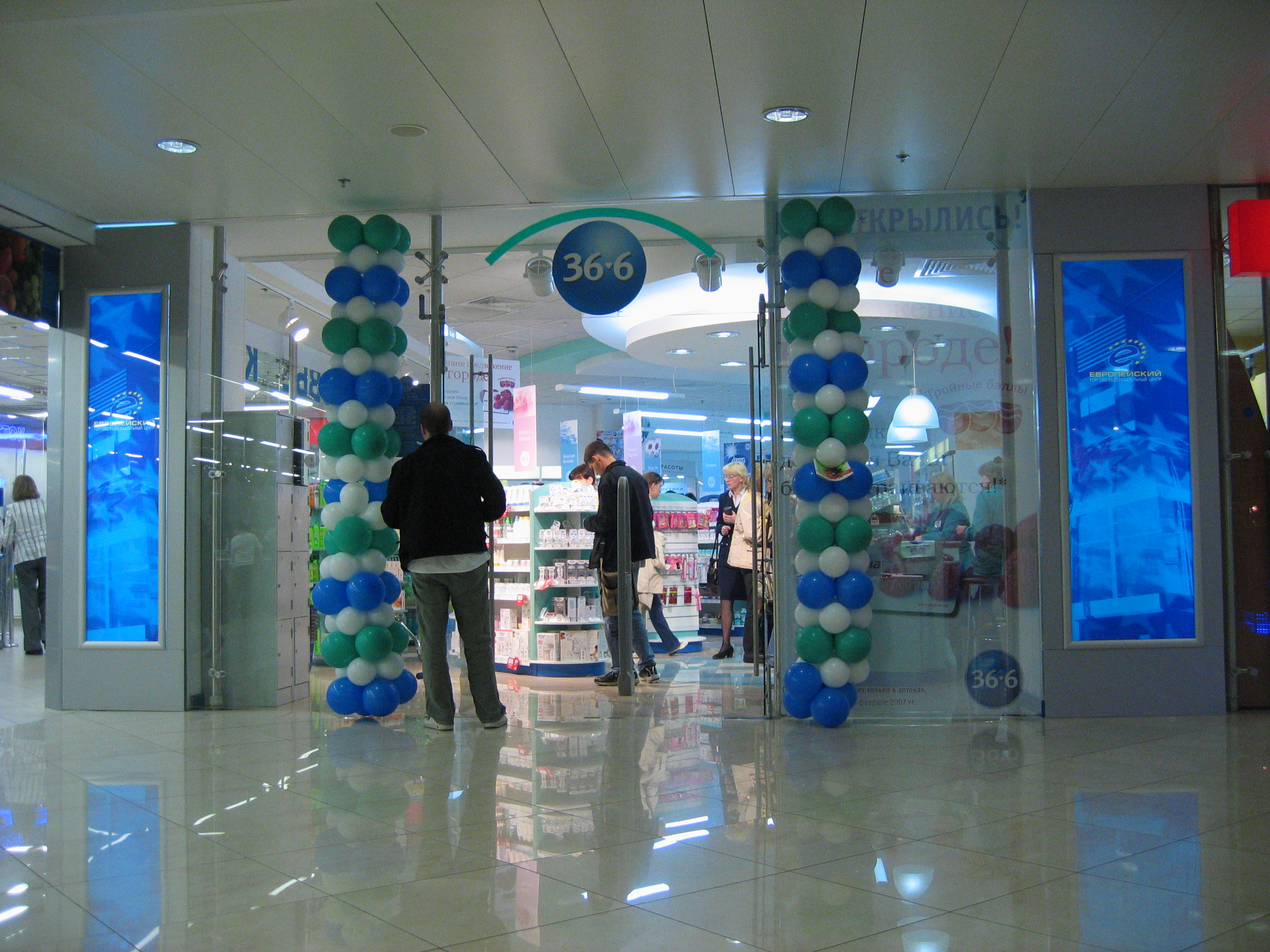
Ein 36,6-Drogeriemarkt in Moskau

36,6 (Vollständiger Name: Аптечная сеть 36,6) ist die größte russische Kette von Drogeriemärkten. Die Firma rührt von der Normaltemperatur her, die ein gesunder Mensch hat.
Die Läden führen auch apothekenpflichtige Medikamente, von der Konzeption her sind 36,6-Märkte zugleich Apotheken und Selbstbedienungsdrogerie.
Das Unternehmen wurde 1991 von Artjom Bektemirow und Sergei Kriwoschejew gegründet und war zunächst ausschließlich im Medikamentengroßhandel tätig. Erst 1998 entstand unter dem Namen 36,6 eine Einzelhandelskette, als in Moskau der erste Drogeriemarkt eröffnet wurde. In den nächsten sechs Jahren wuchs die Anzahl der Märkte in Moskau und Umgebung auf über 60. Seit 2004 expandiert die Kette auch in zahlreichen anderen Regionen Russlands, so unter anderem in Sankt Petersburg und in mehreren Großstädten des Wolga-Föderationskreises. Dabei wurden meist kleinere lokale Apothekenketten aufgekauft. Im Juli 2007 eröffnete bereits der 1000. Markt der Kette. Bis 2009 war ursprünglich eine Ausweitung der Kette auf über 1300 Märkte geplant. Infolge der weltweiten Finanzkrise ab 2007 konnte dieses Ziel nicht verwirklicht werden. Es kam sogar zu Schließungen von Filialen. Am 1. Januar 2011 umfasste das Filialnetz des Unternehmens insgesamt nur noch 974 Filialen. Der Umsatzerlös des Unternehmens erreichte 2006 rund 525 Millionen US-Dollar.
Von der Unternehmensform her ist 36,6 eine Aktiengesellschaft.